# Mirek Podivínský
Mirek Podivínský (* 13. listopadu 1925) je český rozhlasový redaktor a exilový pracovník.

## Životopis

### Kariéra ve Svobodné Evropě
Patřil mezi zakladatele čs. oddělení, byl členem politické redakce (1951-1991), šéfredaktorem vnitropolitické redakce (1980-1991), náměstkem ředitele (od r. 1985)